# Warren Lee Hill
Warren Lee Hill (* 1960; † 27. Januar 2015 in Jackson, Georgia) war ein US-amerikanischer Staatsbürger, der wegen Mordes zum Tode verurteilt wurde. Er wurde im US-Bundesstaat Georgia hingerichtet, obwohl es aufgrund einer möglichen geistigen Behinderung zweifelhaft war, ob die Hinrichtung mit Bundesrecht vereinbar war.

## Tat, Prozess und Inhaftierung
Warren Lee Hill wurde wegen des Mordes an seiner damals 18-jährigen Freundin zu lebenslanger Haft verurteilt. Am 18. August 1990 erschlug er im Gefängnis den Mithäftling Joseph Handspike. Die Geschworenen verhängten daraufhin die Todesstrafe. Allerdings konnten sie sich zu diesem Zeitpunkt gar nicht für eine lebenslange Strafe ohne Bewährung entscheiden, da diese rechtliche Möglichkeit erst später geschaffen wurde. Die New York Times wies darauf hin, dass nicht nur mehrere Geschworene lebenslänglich als Strafe vorgezogen hätten, sondern auch die Familie des Opfers sich gegen eine Hinrichtung Hills ausgesprochen habe. Hill saß mehr als 21 Jahre in der Todeszelle.
Es bestanden erhebliche Zweifel an den geistigen Fähigkeiten des Verurteilten. Seine Anwälte machten im letzten Gnadengesuch geltend, dass Hill geistig zurückgeblieben sei und einen Intelligenzquotienten von 70 habe. Ein IQ unter 70 gilt als geistige Behinderung. Verteidiger Brian Kammer berichtete, verschiedenen Familienangehörigen, die mit Hill aufwuchsen, sei aufgefallen, dass mit ihm irgendwas nicht stimme und er irgendeine Art von Behinderung gehabt habe.
Der Oberste Gerichtshof der Vereinigten Staaten hatte im Fall Atkins v. Virginia die Todesstrafe für geistig Behinderte verboten, allerdings die Kriterien zur Bewertung der Behinderung den einzelnen Bundesstaaten überlassen. In Georgia wird der Nachweis einer geistigen Behinderung „gegen jeden berechtigten Zweifel“ (beyond a reasonable doubt) verlangt.
Im Juli 2012 war der Rechtsweg ausgeschöpft, nachdem auch der Berufungsausschuss des Bundesstaates Georgia in Atlanta das Gnadengesuch abgelehnt hatte. Der Oberste Gerichtshof in Washington hatte den Fall gar nicht erst zur Prüfung angenommen.
Am 13. Juni 2013 reichte eine Gruppe von sechs Wissenschaftlern in Zusammenarbeit mit der American Association on Intellectual and Developmental Disabilities (AAIDD) einen Antrag beim Obersten Gerichtshof der Vereinigten Staaten ein, in welchem sie darum bat, neue bzw. revidierte Aussagen im Fall Warren Lee Hill und in Betreff Hills geistigem Entwicklungsstand zu berücksichtigen. Hintergrund des Antrags war, dass drei Sachverständige, die Hill bis dahin eine geistige Behinderung absprachen, mittlerweile dahingehend von ihrem Standpunkt abgerückt wären, dass vorherige Einschätzungen fehlerhaft seien und eine Behinderung sehr wohl vorläge. Dies wurde von allen betreffenden Sachverständigen unter Eid eingeräumt. Infolge dieser Entwicklung wurde Warren Lee Hill von sämtlichen Experten, die ihn untersuchten, für geistig behindert befunden.

## Menschenrecht
Die Menschenrechtsorganisation Amnesty International setzte den Fall Warren Hill auf ihre Urgent-Action-Liste. Die New York Times veröffentlichte einen Leitartikel über den Fall.
Der Verteidiger von Hill, Brian Kammer, sagte nach dessen Exekution: „Heute hat das Gericht ohne Gewissen erlaubt, dass ein grotesker Justizirrtum in Georgia stattfinden konnte.“

## Hinrichtungstermine
Die ursprünglich geplante Hinrichtung am 23. Juli 2012 wurde aufgeschoben. Danach war der 19. Februar 2013 um 19 Uhr Ortszeit als neuer Termin festgelegt worden. Lediglich 30 Minuten vor diesem Termin (Hill hatte zu diesem Zeitpunkt bereits ein Beruhigungsmittel eingenommen, Ativan mit dem Wirkstoff Lorazepam) wurde die Hinrichtung erneut aufgeschoben: Das US-Bundesberufungsgericht für den 11. Bezirk forderte Klarheit in der Frage von Warren Lee Hills geistiger Verfassung, während das Berufungsgericht des Staates Georgia einschritt, da auch Unklarheiten betreffs der für die Hinrichtung vorgesehenen Methode mit dem Wirkstoff Pentobarbital bestünden. Schließlich fand die Hinrichtung am 27. Januar 2015 statt.